# ヴァイスシュヴァルツ
ヴァイスシュヴァルツ（Weiß Schwarz）は、ブシロードから発売されているトレーディングカードゲーム。ゲームデザインはプロジェクト レヴォリューション、ディメンションゼロの中村聡が担当、プロジェクト レヴォリューションのような複数作品のTCGとなっている。2010年9月生産分をもって、シリーズの累計生産枚数が2億枚を突破したことが発表された。公式にはヴァイスのように略され、他にもWS、ヴァルツなどと呼ばれる。

## 概要
ブシロードが展開するトレーディングカードゲームシリーズのひとつで、青少年を中心に人気のアニメ・ゲームキャラクター群が作品の垣根を超えて入り混じるクロスオーバー性が最大の特徴である。「ヴァイス（Weiß）」・「シュヴァルツ（Schwarz）」はドイツ語でそれぞれ「白」と「黒」を意味し、本作品では「ヴァイスサイド」と「シュヴァルツサイド」と二種類のグループ枠が存在している。
「Weiß」のラテン文字表記の4文字目は、しばしばギリシア文字の「β」（ベータ、U+03B2）と誤表記されるが、正しくは「ß」（エスツェット、U+00DF）である。これは公式サイトでさえ誤表記されている。
2008年から展開し、10年以上継続しているが、2020年度にはブシロードグループのIP別売上2位に浮上しており、2007年創業のブシロードとしては人気のある長寿コンテンツとなっている。
15周年特別企画として、2022年から新ブランド「ヴァイスシュヴァルツブラウ」が展開される。
2025年4月から派生ブランドとして美少女に特化した「ヴァイスシュヴァルツロゼ」が展開される。

## イメージキャラクター
イメージキャラクターは「しよ子」である。声は三森すずこが、キャラクターデザインは西あすかが担当している。
キャラクターデザインの西によるコミカライズとして月刊コンプエースにてしよ子といっしょと月刊ブシロードにてカードゲームしよ子を連載している。
2015年4月22日に2015年春のCMソングとしてCD「カードゲームしよ!」をリリースした。
自らをヴァイスシュヴァルツ化し、2016年3月25日に「カードゲームしよ子 アルティメットスターター」（ヴァイス&シュヴァルツサイド）が発売された。
ヴァイスシュヴァルツブラウのイメージキャラクターは「ブラウドッグ」である。

## ルール
1. 用意する物
  1. デッキ
    - 1デッキ50枚
    - 特に記述がない限り、同名カードは4枚まで
    - クライマックスは8枚まで

  2. プレイヤー
2. 勝敗
  - 先にレベルが4に達したプレイヤーが敗北となり、レベル4に達しなかったプレイヤーの勝利となる。
  - 同時に山札と控え室のカードが無くなった場合、そのプレイヤーは敗北となり、カードが残っているプレイヤーの勝利となる。
  - 公式大会では制限時間があり、時間切れした場合は両者敗北となる。
3. レベルアップについて
  - 自分のクロックが7枚以上になるとレベルが1つ上がる。古いクロック7枚から1枚を選んでレベル置き場に置き、残りの6枚は控え室におく。8枚目以降のカードはそのままクロック置き場に残る。
4. 山札のリフレッシュ
  - 山札が無くなった時は、ただちに控え室のカードを裏向きにし、シャッフルして山札に置く（この作業をリフレッシュと呼ぶ）（この時控え室にカードがなければその時点で敗北となる）。
  - その後、山札の一番上のカードをクロック置き場に無条件で置く（ダメージキャンセルは無し）。
  - リフレッシュがダメージ計算、クロックフェイズのドロー、集中の途中であった場合、先にそちらの処理を行い、その後山札の1番上をクロック置き場に置く。
5. カードをプレイ
  - カードをプレイするには3つの条件を満たさなければならない。
レベルカードのレベルが自分のレベル以下である必要がある。
コストカードのコストに書かれた枚数だけストックから控え室に置かなければならない。
色プレイするカードと同じ色のカードが、自分のクロック、またはレベル置き場におかれている必要がある。ただし、レベル0のキャラクター、レベル0のイベントでレベル表示枠が灰色のカードのみ例外で色制限に関係なくプレイできる。
6. ターンの進行
  1. スタンドフェイズ
    - 自分の舞台にいる、レスト状態（横向き）のカードをスタンド状態（上向き）にする。

  2. ドローフェイズ
    - 山札からカードを1枚引いて手札に加える（先手の第一ターンもドローできる）。

  3. クロックフェイズ
    - 手札を一枚選んでクロック置き場におくことができる。置いたら2枚のカードをドローできる。

  4. メインフェイズ
    - 次の1 - 4の行動を好きな回数、好きな順番で行うことが可能である。
      1. イベントカードをプレイ
        - 手札にあるイベントカードをプレイできる。効果を発揮したイベントカードは控え室に置かれる。

      2. キャラをプレイ
        - 手札にあるキャラクターをプレイし、舞台の好きな枠にスタンドして置くことができる。
        - すでにキャラクターのいる枠に置く場合は、前にいたキャラクターは控え室に置かれる。

      3. キャラを動かす
        - 舞台にいる自分のキャラクターを、自由に別の自分の枠に置きなおすことができる。
        - キャラ同士を入れ替えることもできる。
        - ただしキャラクターの向き（状態）を変えることはできない。

      4. キャラクターの起動能力を使う
        - 舞台にいる自分のキャラクターの起動能力を使うことができる。

  5. クライマックスフェイズ
    - 手札のクライマックスを1枚プレイし、自分のクライマックス置き場に置くことができる。

  6. アタックフェイズ
    - 前列のスタンド状態のキャラだけアタックし、相手にダメージを与えることができる。
    - アタックするたびに次の1 - 5の手順を繰り返し、最後に6を1度だけ行う。
    - 先手の第一ターンは1度しか攻撃できない。
      1. アタック宣言ステップ
        - 前列のアタックするキャラをレストしてアタック宣言をする。アタック宣言方法は、以下の3つである。
フロントアタック正面のキャラに攻撃を仕掛ける。
サイドアタック正面のキャラを避けながら相手本体を攻撃する（ソウルは正面のキャラクターのレベル分だけ減少する）。
ダイレクトアタック正面に相手キャラがいない時にできる（ソウルは+1される）。

      2. トリガーステップ
        - アタックしたプレイヤーは、自分の山札の1番上のカードをめくり、右上のトリガーアイコンの効果を発動させる。めくったカードは裏向きでストック置き場におく。

      3. カウンターステップ
        - フロントアタックの場合カウンター可能。
        - フロントアタックされた相手は助太刀やカウンターの能力のあるカードを1枚だけ使用し、キャラクターを助けることが可能。
        - キャラクターのカウンターカードはレベル条件有・色条件無。イベントのカウンターカードはレベル・色条件有。

      4. ダメージステップ
        - アタックされたプレイヤーはアタックしたキャラクターのソウル分だけダメージを受ける。
        - ダメージを受けた枚数、山札の上から順にめくっていく（めくったカードはクロック置き場におく）。
        - めくる途中でクライマックスが出たら残りのダメージはキャンセルになり、めくったカードは控え室に置かれる。

      5. バトルステップ
        - フロントアタックの場合のみ発生する。
        - キャラクター同士のパワーを比較して、低いほうのキャラクターをリバース（下向き）状態にする。同点なら両方のキャラクターをリバース状態にする。

      6. アンコールステップ
        - すべてのアタックが終了したら、リバース状態のキャラクターはすべて控え室におく。
        - このとき、アンコール能力を有するキャラはコストを払えばさっきまでいた枠にレスト状態で置くことができる。
        - アンコール能力がなくてもストックを3枚払えばアンコールすることができる。
        - ※アンコールは条件を満たせればどのフェイズでも行うことができる。

  7. エンドフェイズ
    - クライマックス置き場においてあるカードを控え室におく。手札が8枚以上なら7枚以下になるようにカードを選び控え室におく。

  8. 相手のターンに移る。

## カードの種類
- キャラカード（CH）
バトルの主役となるカード。主にメインフェイズにプレイされる。
各カードにはそれぞれパワーがあり、それによって勝敗を分ける。
また、アタック時のダメージを決めるソウルも有する。
それぞれのカードには登場作品を元にした特徴があり、さまざまなカードの効果の恩恵を受けることができる。
キャラクターカードのみ、以下のキーワード能力がある。
  1. アラーム
    - この能力を有するカードがクロック置き場の一番上にあるときに効果を発揮する永続能力または自動能力。

  2. アンコール
    - この能力を有するカードが舞台から控え室に置かれた時、指定されたコストを払えば、そのカードを そのカードが直前に置いてあった枠 にレストして置くことができる。テキストに明記されていなくても、全てのキャラクターは「アンコール③」を持つ。

  3. 応援
    - そのキャラクター以外または前のキャラを強化したり能力を与える。

  4. 絆
    - 指定されたコストを払えば 控え室から特定のキャラクターを1枚手札に戻せる。

  5. 助太刀（カウンターのみ）
    - そのキャラクターが手札にあるときに指定されたコストを払えば、相手のターンにフロントアタックされている自分のキャラクター1体を1ターン中、強化や能力の追加などができる。コストには必ずそのキャラクターを手札から捨てることが含まれる。

  6. 大活躍
    - 相手がアタックしてきたときにこの能力を有するカードが前列の中央の枠にリバース状態以外でいたら相手はこのカードにフロントアタックをする。

  7. チェンジ
    - 指定されたコストを払えば、そのキャラクターの代わりに指定された別のキャラクターを控え室、あるいは山札から舞台に出せる。

  8. 経験
    - レベル置き場にあるキャラクターのレベルや特徴などの指定された条件を満たせば、キャラクターの強化や能力の追加などがされる。

  9. シフト
    - メインフェイズの始めに、クロック置き場にあるこの能力を持つカードと、手札にある同じ色のカードを入れ替えることができる。

  10. 加速
    - 指定されたタイミングでクロック置き場にカードを置くことで、キャラクターの強化や能力の追加などがされる。

以下のキーワード能力は、キャラクターカードの他、イベントカードにも存在する。
  1. 記憶
    - 思い出に指定されたカードがある、思い出にカードが指定された枚数以上あるなど、思い出を発動条件にした効果全般のこと。イベントの場合は自身が思い出にある場合に発動することが多い。

  2. 集中
    - 起動（またはイベントカードのプレイ）後、指定された枚数のカードを山札からめくって控え室に送り、めくられたカードが指定された条件を満たせばその後のテキストに示された効果が発動する。
- イベントカード（EV）
メインフェイズに出せる、状況を有利にできるカード。カウンターアイコンがあればカウンターステップに使えるものも存在する。
- クライマックスカード（CX）
クライマックスフェイズで出せる強力なカード。パワーやソウルを増加させるなどの能力を持つ。
トリガーステップ時のトリガーチェックで引くことが出来れば、様々なトリガー能力を得る。
ダメージステップ時に引くことが出来れば、ダメージキャンセルとしてそのアタックで受けたダメージを控え室に置く。
  1. リターントリガー
    - 黄のクライマックスのトリガーでトリガーアイコンに風が描かれている。

トリガーの能力は相手のキャラクター置き場のキャラクターを、1枚手札に戻すことができる。
  2. ショットトリガー
    - 黄のクライマックスのトリガーでトリガーアイコンに炎が描かれている。

トリガーの能力は、直後にプレイヤー（いずれのプレイヤーかは問われない）に与えられるダメージでダメージキャンセルが発生した場合に、相手に1ダメージ与える（ダメージキャンセルは発生する）。
  3. プールトリガー
    - 緑のクライマックスのトリガーでトリガーアイコンに宝石の入った袋が描かれている。

トリガーの能力は山札の上から1枚を、ストック置き場に置くことができる（置かないことを選んでもよい）。
  4. トレジャートリガー
    - 緑のクライマックスのトリガーでトリガーアイコンに金塊が描かれている。

トリガーの能力はトリガーで引いたこのカードを手札に加えて（必ず加えなければならない）、山札の上から1枚をストックに置くことができる（置かないことを選んでもよい）。
  5. カムバックトリガー
    - 赤のクライマックスのトリガーでトリガーアイコンに半開きの扉が描かれている。

トリガーの能力は控え室からキャラクターを1枚、手札に加える。
  6. ドロートリガー
    - 青のクライマックスのトリガーでトリガーアイコンに開かれている本が描かれている。

トリガー能力は山札の上から1枚を引き、手札に加えられる。
  7. ゲートトリガー
    - 青のクライマックスのトリガーでトリガーアイコンに門が描かれている。

トリガー能力は控え室からクライマックスを1枚、手札に加えられる。
  8. スタンバイトリガー
    - 赤のクライマックスのトリガーでトリガーアイコンにスタートボタンが描かれている。

トリガー能力は控え室から現在の自分のレベル+1以下のキャラクターを1枚、自分の舞台の好きな枠にレスト（横向き）して置く。

## 主な商品リスト
この項目では主に2008年以降のカードを扱う。2007年に発売された商品については各該当項目を参照。なお、一部商品は、コミックマーケットなどイベントで先行発売の場合もあるが、一般発売開始まで公式イベントは使用できない場合が多い。

### トライアルデッキ
構築済みデッキ。カードのプレビューを兼ねている（ゼロの使い魔以降はトライアルデッキ専用カードが封入されている）。
◯・・・ヴァイスサイド 
●・・・シュヴァルツサイド
- D.C. 〜ダ・カーポ〜 / D.C.II 〜ダ・カーポII〜（2008年3月29日発売）◯
- リトルバスターズ!（2008年3月29日発売）◯
- ペルソナ3（2008年4月5日発売）●
- ゼロの使い魔（2008年8月23日発売）◯
- 魔界戦記ディスガイア（2008年10月25日発売）●
- 魔法少女リリカルなのはStrikerS（2008年10月25日発売）◯
- Fate/stay night（2008年10月25日発売）●
- シャイニング・フォース イクサ（2009年2月7日発売）●
- らき☆すた（2009年3月24日発売）◯
- リトルバスターズ! エクスタシー（2009年3月24日発売）◯
- 戦国BASARA（2009年6月27日発売）●
- THE KING OF FIGHTERS（2009年6月27日発売）●
- THE IDOLM@STER（2009年7月25日発売）●
- Phantom 〜Requiem for the Phantom〜（2009年9月12日発売）◯
- ペルソナ4（2009年10月24日発売）●
- 涼宮ハルヒの憂鬱（2009年11月21日発売）◯
- D.C.P.C. 〜ダ・カーポ〜 プラスコミュニケーション / D.C.II P.C. 〜ダ・カーポII〜 プラスコミュニケーション（2010年2月27日発売）◯
- とある科学の超電磁砲（2010年3月27日発売）◯
- 魔法少女リリカルなのはA's（2010年6月26日発売）◯
- Angel Beats! & クドわふたー（2010年6月26日発売）◯
- FAIRY TAIL（2010年6月26日発売）●
- 探偵オペラ ミルキィホームズ（2010年10月30日発売）●
後に一部カードのイラストはころもがえの書き起こし、「探偵オペラ ミルキィホームズ ころもがえ版」（2011年12月16日発売）として再録する（構築は同一）。
- MELTY BLOOD（2010年10月30日発売）●
- ヱヴァンゲリヲン新劇場版（2010年10月30日発売）●
- とある魔術の禁書目録II（2011年2月26日発売）◯
- 灼眼のシャナ（2011年4月2日発売）◯
- 劇場版 マクロスF 虚空歌姫 〜イツワリノウタヒメ〜（2011年4月2日発売）●
- 刀語（2011年4月2日発売）●
エクストラトライアルとして発売。
- THE IDOLM@STER 2（2011年5月21日発売）●
- 化物語（2011年5月21日）●
- Rewrite（2011年6月25日発売）◯
- ギルティクラウン（2011年11月26日発売）[6] ●
- Fate/Zero（2011年11月26日発売）[6] ●
- Persona4 the ANIMATION（2011年11月26日発売）[6] ●
- 魔法少女リリカルなのはA's PORTABLE -THE GEARS OF DESTINY- ◯ 
このトライアルデッキのみ、一般に販売されず、同名ゲーム（PSP・2011年12月22日発売）の初回限定版「GOD BOX」の特典として封入だった形である（公式にはトライアルデッキ扱い）。
- DOG DAYS（2012年1月21日一般発売）◯
コミックマーケット81（2011年12月29日 - 31日）にて先行発売。なお、エクストライアルとして発売。
- 魔法少女まどか☆マギカ（2012年2月11日発売）◯
- D.C.III 〜ダ・カーポIII〜（2012年3月24日発売）◯
「ブシロードカードゲームLIVE2012」（2012年3月10日）にて先行配布。
- ゼロの使い魔F（2012年4月14日発売）◯
- 戦姫絶唱シンフォギア（2012年4月14日発売）◯
- アニメ「THE IDOLM@STER」（2012年7月14日）●
- ROBOTICS;NOTES（2012年8月25日発売）◯
- アクセル・ワールド（2012年8月25日発売）●
- 探偵オペラ ミルキィホームズ 2（2012年8月25日発売）●
- ソードアート・オンライン（2012年12月22日発売）●
- 初音ミク -Project DIVA- f（2013年3月9日発売）●
- ラブライブ!（2013年4月13日発売）◯
- ビビッドレッド・オペレーション（2013年4月13日発売）◯
- とある科学の超電磁砲S（2013年7月19日発売）◯
- 翠星のガルガンティア（2013年7月19日発売）●
- 幻影ヲ駆ケル太陽（2013年10月11日発売）◯
- 艦隊これくしょん -艦これ-（2014年2月14日発売）●
- ログ・ホライズン（2014年2月21日発売）●
- キルラキル（2014年2月21日発売）●
- ニセコイ（2014年4月5日発売）◯
- クレヨンしんちゃん（2014年4月18日発売）●
- テラフォーマーズ（2014年12月12日発売）●
- ガールフレンド（仮）（2014年12月26日発売）◯
- To LOVEる-とらぶる-ダークネス2nd（2015年7月10日発売）◯
- 進撃の巨人（2015年8月21日発売）●
- Charlotte（2015年9月18日発売）◯
- アイドルマスター シンデレラガールズ（2015年9月25日発売）◯
- スクールガールストライカーズ（2015年12月4日発売）●
- ぷよぷよ（2016年2月4日発売）●
- ご注文はうさぎですか？？（2016年8月20日発売）◯
- ラブライブ！サンシャイン!!（2016年9月16日発売）◯
- キズナイーバー（2016年9月16日発売）●
- ペルソナ5（2016年12月16日発売）●
- Re:ゼロから始める異世界生活（2017年1月13日発売）●
- BanG Dream!（2017年2月15日発売）◯
- この素晴らしい世界に祝福を！（2017年3月10日発売）◯
- ViVid Strike!（2017年3月10日発売）◯
- チェインクロニクル ～ヘクセイタスの閃～（2017年3月17日発売）●
- STAR WARS（2017年6月16日発売）●
- けものフレンズ（2017年8月11日発売）◯
- バンドリ！ ガールズバンドパーティ！ ［Roselia］（2017年12月8日発売）○
- 天元突破グレンラガン（2018年1月26日発売）●
- 冴えない彼女の育てかた（2018年2月23日発売）◯
- バンドリ！ ガールズバンドパーティ！ ［Pastel＊Palettes］」（2018年2月23日発売）○
- Fate/Apocrypha（2018年4月13日発売）●
- バンドリ！ ガールズバンドパーティ！ ［Afterglow］（2018年4月13日発売）○
- アニメーション映画『GODZILLA』（2018年5月18日発売）●
- マギアレコード 魔法少女まどか☆マギカ外伝（2018年6月8日発売）◯
- ダーリン・イン・ザ・フランキス（2018年6月8日発売）●
- バンドリ！ ガールズバンドパーティ！ ［ハロー、ハッピーワールド！］（2018年6月8日発売）○
- ノーゲーム・ノーライフ（2018年7月20日発売）●
- Summer Pockets（2018年8月10日発売）◯
- ソードアート・オンライン オルタナティブ ガンゲイル・オンライン（2018年9月14日発売）●
- 少女☆歌劇 レヴュースタァライト（2018年9月14日発売）●
- STEINS;GATE（2018年10月26日発売）●
- アイドルマスター ミリオンライブ！（2018年12月7日発売）●
- ゆらぎ荘の幽奈さん（2018年12月7日発売）◯
- バンドリ！ ガールズバンドパーティ！［Poppin’Party］（2018年12月7日発売）○
- オーバーロード（2019年2月1日発売）●
- 角川スニーカー文庫（2019年3月29日発売）◯
- （収録作品： 俺の脳内選択肢が、学園ラブコメを全力で邪魔している、この素晴らしい世界に祝福を！、新妹魔王の契約者、涼宮ハルヒの憂鬱、ノーブルウィッチーズ、サイレントウィッチーズ、魔装学園H×H、問題児たちが異世界から来るそうですよ？、ロードス島戦記）
- ゴブリンスレイヤー（2019年3月29日発売）●
- 青春ブタ野郎はバニーガール先輩の夢を見ない（2019年5月10日発売）◯
- 富士見ファンタジア文庫（2019年6月7日発売）◯
- （収録作品：甘城ブリリアントパーク、織田信奈の野望　全国版、俺が好きなのは妹だけど妹じゃない、これはゾンビですか？、生徒会の一存、デート・ア・ライブ、ハイスクールＤ×Ｄ、フルメタル・パニック！、まぶらほ、ロクでなし魔術講師と禁忌教典）
- ジョジョの奇妙な冒険 黄金の風（2019年6月14日発売）●
- ソードアート・オンライン アリシゼーション（2019年6月21日発売）●
- カードキャプターさくら クリアカード編（2019年8月23日発売）◯
- 転生したらスライムだった件（2019年11月29日発売）●
- BanG Dream!［RAISE A SUILEN］（2019年12月6日発売）○
- グリザイアの果実（2020年2月14日発売）●
- Fate/Grand Order -絶対魔獣戦線バビロニア-（2020年3月27日発売）●
- ロストディケイド（2020年5月15日発売）●
- 新サクラ大戦（2020年5月15日発売）●
- アサルトリリィ BOUQUET（2020年5月15日発売）●
- デート・ア・ライブ（2020年7月10日発売）◯
- TVアニメ「マギアレコード 魔法少女まどか☆マギカ外伝」（2020年7月31日発売）◯
- 五等分の花嫁（2020年8月28日発売）◯
- 痛いのは嫌なので防御力に極振りしたいと思います。（2020年11月13日発売）●
- ラブライブ！虹ヶ咲学園スクールアイドル同好会 feat.スクールアイドルフェスティバル ALL STARS（2020年12月11日発売）◯
- かぐや様は告らせたい～天才たちの恋愛頭脳戦～（2020年12月18日発売）●
- プリンセスコネクト！Re:Dive（2020年12月25日発売）◯
- 彼女、お借りします（2020年12月25日発売）◯
- アイドルマスター シャイニーカラーズ（2021年3月5日発売）●
- バンドリ！ ガールズバンドパーティ！［Morfonica］（2021年5月14日発売）○
- 神様になった日（2021年5月28日発売）◯
- 無職転生 ～異世界行ったら本気だす～（2021年7月30日発売）●
- ラブライブ！スーパースター!!（2021年8月27日発売）◯
- ホロライブプロダクション（2021年9月24日発売）◯
- ワールドトリガー（2021年10月15日発売）●
- D_CIDE TRAUMEREI（2021年10月15日発売）●
- ゾンビランドサガ リベンジ（2021年11月12日発売）◯
- ダンジョンに出会いを求めるのは間違っているだろうか（2021年11月26日発売）●
- Marvel Avengers（2021年12月24日発売）●
- プロジェクトセカイ カラフルステージ！ feat. 初音ミク（2022年2月11日発売）●
- 小林さんちのメイドラゴン（2022年4月8日発売）◯
- 東京リベンジャーズ（2022年5月13日発売）●
- Toy Story（2022年6月24日発売）●
- Monsters, Inc.（2022年7月29日発売）●
- Cars（2022年9月9日発売）●
- アズールレーン（2022年12月16日発売）●
- ヘブンバーンズレッド（2023年2月10日発売）○
- ありふれた職業で世界最強（2023年2月24日発売）●
- D4DJ Groovy Mix（2023年2月24日発売）●
- チェンソーマン（2023年4月21日発売）●
- パズル&ドラゴンズ（2023年5月19日発売）●
- リコリス・リコイル（2023年6月2日発売）○
- ウマ娘 プリティーダービー（2023年6月23日発売）○
- SPY×FAMILY （2023年7月21日発売）●
- 電撃文庫（2023年9月1日発売）○●
- （ヴァイスサイド収録作品：とある魔術の禁書目録、とらドラ！、ロウきゅ－ぶ！、俺の妹がこんなに可愛いわけがない、エロマンガ先生、灼眼のシャナ、青春ブタ野郎シリーズ、狼と香辛料、電波女と青春男、ネトゲの嫁は女の子じゃないと思った？、はたらく魔王さま！）
- （シュヴァルツサイド収録作品：魔法科高校の劣等生、アクセル・ワ－ルド、ソードアート・オンライン、ストライク・ザ・ブラッド、七つの魔剣が支配する、８６－エイティシックス－、境界線上のホライゾン、キノの旅 the Beautiful World、ソードアート・オンライン オルタナティブ ガンゲイル・オンライン、魔王学院の不適合者 ～史上最強の魔王の始祖、転生して子孫たちの学校へ通う～、豚のレバーは加熱しろ）
- ぼっち・ざ・ろっく！（2023年9月29日発売）○
- BanG Dream! [MyGO!!!!!]（2023年9月29日発売）○
- アリス・ギア・アイギス Expansion（2023年10月13日発売）○
- 幻日のヨハネ -SUNSHINE in the MIRROR-（2023年11月10日発売）○
- あやかしトライアングル（2023年11月23日発売）○
- 【推しの子】（2023年12月8日発売）●
- 葬送のフリーレン（2023年12月22日発売）●
- ブルーアーカイブ（2024年2月9日発売）◯
- アイドルマスター シャイニーカラーズ 283プロ シーズ（2024年4月26日発売）●
- Disney ミラー・ウォリアーズ（2024年5月24日発売）●
- アイドルマスター シンデレラガールズ Type:Cute、Type:Cool、Type:Passion（2024年6月28日発売）○
- ゆるキャン△ SEASON3（2024年6月28日発売）○
- るろうに剣心 －明治剣客浪漫譚－（2024年7月12日発売）●
- 映画クレヨンしんちゃん（2024年7月26日発売）●
- （収録作品：アクション仮面VSハイグレ魔王、嵐を呼ぶ 栄光のヤキニクロード、嵐を呼ぶ 歌うケツだけ爆弾！、オタケベ！カスカベ野生王国、嵐を呼ぶ！オラと宇宙のプリンセス、爆睡！ユメミーワールド大突撃、襲来!! 宇宙人シリリ、爆盛！カンフーボーイズ ～拉麺大乱～、新婚旅行ハリケーン ～失われたひろし～、激突! ラクガキングダムとほぼ四人の勇者、もののけニンジャ珍風伝、オラたちの恐竜日記）
- 富士見ファンタジア文庫 Vol.2（2024年10月25日発売）○
- （収録作品：VTuberなんだが配信切り忘れたら伝説になってた、キミと僕の最後の戦場、あるいは世界が始まる聖戦、スパイ教室、スレイヤーズ、デート・ア・ライブ、ハイスクールD×D、フルメタル・パニック!、ロクでなし魔術講師と禁忌教典、冴えない彼女の育てかた、生徒会の一存、転生王女と天才令嬢の魔法革命）
- 勝利の女神：NIKKE（2024年12月13日発売）●
- ダンダダン（2024年12月13日発売）●
- 甘神さんちの縁結び（2025年1月31日発売）○
- ラブライブ！蓮ノ空女学院スクールアイドルクラブ feat. Link！Like！ラブライブ！（2025年1月31日発売）○
- ガールズバンドクライ（2025年2月28日発売）●
- BanG Dream! [Ave Mujica]（2025年2月28日発売）○
- 角川スニーカー文庫 Vol.2（2025年3月14日発売）○
- （収録作品：お見合いしたくなかったので、無理難題な条件をつけたら同級生が来た件について、クラスで2番目に可愛い女の子と友だちになった、この素晴らしい世界に祝福を！、マジカル★エクスプローラー エロゲの友人キャラに転生したけど、ゲーム知識使って自由に生きる、回復術士のやり直し 〜即死魔法とスキルコピーの超越ヒール〜、継母の連れ子が元カノだった、最強出涸らし皇子の暗躍帝位争い、時々ボソッとロシア語でデレる隣のアーリャさん、真の仲間じゃないと勇者のパーティーを追い出されたので、辺境でスローライフすることにしました、戦闘員、派遣します!、涼宮ハルヒの憂鬱）
- 学園アイドルマスター（2025年5月23日発売）◯
- あおぎり高校（2025年6月13日発売）○
- 負けヒロインが多すぎる!（2025年6月27日発売）◯
- 怪獣8号（2025年8月8日発売）●
- きんいろモザイク 15th Anniversary（2025年11月14日発売）
- テイルズオブシリーズ（2026年1月16日発売）

　スタートデッキ（ヴァイスシュヴァルツブラウ）
劇場版 うたの☆プリンスさまっ♪ マジLOVEスターリッシュツアーズ（2022年11月19日発売）
A3! 春組／夏組／秋組／冬組（2022年11月19日発売）
Eve ～ZINGAI/Card Collection～（2022年11月19日発売）
すとぷり（2022年11月19日発売）
ちいかわ（2022年11月19日発売）
アイドルマスター SideM（2023年2月3日発売）
Argonavis（2023年2月17日発売）
GYROAXIA（2023年2月17日発売）
アナと雪の女王（2023年3月31日発売）
名探偵コナン（2023年4月14日発売）
塔の上のラプンツェル（2023年4月21日発売）
リトル・マーメイド（2023年5月26日発売）
ヒプノシスマイク -Division Rap Battle-（2023年9月22日発売）
ブルーロック（2023年11月3日発売）
東京リベンジャーズ 聖夜決戦編（2023年12月15日発売）
ホロスターズ（2024年2月16日発売）
ディズニー ツイステッドワンダーランド（2024年3月22日発売）
新テニスの王子様（2024年5月10日発売）
カラフルピーチ（2024年6月28日発売）
サンリオキャラクターズ（2024年9月20日発売）
HoneyWorks ～告白実行委員会～（2024年10月18日発売）
ディズニー ツムツム（2024年11月15日発売）
家庭教師ヒットマンREBORN!（2024年12月20日発売）
文豪ストレイドッグス（2025年2月21日発売）
薬屋のひとりごと（2025年6月20日発売）
青の祓魔師シリーズ（島根啓明結社篇/雪ノ果篇/終夜篇）（2025年8月29日発売）
黒執事（2025年9月26日発売）
夏目友人帳（2025年10月24日発売）
劇場版 忍たま乱太郎 ドクタケ忍者隊最強の軍師（2025年11月21日発売）
テイルズ オブシリーズ（2025年12月19日発売）
　トライアルデッキ（ヴァイスシュヴァルツロゼ）
ゆずソフト（2025年4月25日発売）
魔法少女にあこがれて（2025年4月25日発売）

### 英語版トライアルデッキ
カードの表記や能力などが英語化したトライアルデッキ、デッキ構築は同作品の日本語版トライアルデッキと異なる場合がある。なお、日本国内で開催の公式大会は使用できない。
- Starter Deck Disgaea 〜Hour of Darkness〜（2009年5月31日発売）
「魔界戦記ディスガイア」の英語版トライアルデッキ、一部ブースターパックから登場のカードも含むなど、構築は日本語版と異なる。
- Trial Deck Puella Magi Madoka Magica（2012年6月30日発売）
「魔法少女まどか☆マギカ」の英語版トライアルデッキ。
- Trial Deck Fate/Zero（2012年6月30日発売）
「Fate/Zero」の英語版トライアルデッキ。

### ブースターパック
基本的な全100種カードに収録のブースターである。
- ペルソナ3（2008年5月29日発売）
- D.C. 〜ダ・カーポ〜 / D.C.II 〜ダ・カーポII〜（2008年5月29日発売）
- リトルバスターズ!（2008年6月27日発売）
- ゼロの使い魔（2008年9月20日発売）
- 魔界戦記ディスガイア（2008年11月15日発売）
- 魔法少女リリカルなのはStrikerS（2008年11月29日発売）
- Fate/stay night（2008年12月20日発売）
- シャイニング・フォース イクサ（2009年2月21日発売）
- らき☆すた（2009年3月28日発売）
- リトルバスターズ! エクスタシー（2009年5月16日発売）
- 戦国BASARA（2009年7月18日発売）
- THE KING OF FIGHTERS（2009年7月18日発売）
- THE IDOLM@STER（2009年8月22日発売）
- Phantom 〜Requiem for the Phantom〜（2009年10月10日発売）
- ペルソナ4（2009年12月5日発売）
- 涼宮ハルヒの憂鬱（2009年12月19日発売）
- D.C.P.C. 〜ダ・カーポ〜 プラスコミュニケーション / D.C.II P.C. 〜ダ・カーポII〜 プラスコミュニケーション（2010年3月27日発売）
- とある魔術の禁書目録 & とある科学の超電磁砲（2010年4月24日発売）
- FAIRY TAIL（2010年7月17日発売）
- 魔法少女リリカルなのはA's（2010年8月21日発売）
- Angel Beats! & クドわふたー（2010年9月18日発売）
- MELTY BLOOD（2010年11月20日発売）
- ヱヴァンゲリヲン新劇場版（2010年12月11日発売）
- 探偵オペラ ミルキィホームズ（2010年12月24日発売）
- とある魔術の禁書目録II & とある科学の超電磁砲（2011年2月26日発売）
- 灼眼のシャナ（2011年4月23日発売）
- 化物語（2011年6月25日発売）
- 劇場版 マクロスF（2011年7月23日発売）
- THE IDOLM@STER 2（2011年8月27日発売）
- Rewrite（2011年9月30日発売）
- 魔法少女まどか☆マギカ（2012年2月25日発売）
- ギルティクラウン（2012年4月7日発売）
- D.C.III〜ダ・カーポIII〜（2012年5月25日発売）
- 戦姫絶唱シンフォギア（2012年6月30日発売）
- アニメ「THE IDOLM@STER」（2012年8月4日発売）
新規カード以外、エクストラパック「THE IDOLM@STER Dearly Stars」の全カードを再録（別途封入）している。
- Fate/Zero（2012年9月8日発売）
- Rewrite Harvest Festa!（2012年10月13日発売）
- アクセル・ワールド（2012年10月27日発売）
- ROBOTICS;NOTES（2012年11月24日発売）
- 探偵オペラ ミルキィホームズ2（2012年12月22日発売）
- D.C.～ダ・カーポ～10thアニバーサリーミックス（2013年1月26日発売）
- ソード・アート・オンライン（2013年2月23日発売）
- 初音ミク -Project DIVA- f（2013年3月30日発売）
- 魔法少女リリカルなのは The MOVIE 2nd A’s（2013年4月27日発売）
- アニメ「リトルバスターズ！」（2013年5月25日発売）
- ビビッドレッド・オペレーション（2013年6月29日発売）
- ラブライブ！（2013年7月26日発売）
- 翠星のガルガンティア（2013年8月23日発売）
- とある科学の超電磁砲S（2013年9月27日発売）
- 偽物語（2013年11月1日発売）
- 幻影ヲ駆ケル太陽（2013年11月29日発売）
- 戦姫絶唱シンフォギアG（2013年12月20日発売）
- ラブライブ！ feat.スクールアイドルフェスティバル（2014年1月24日発売）
- 艦隊これくしょん -艦これ-（2014年3月28日発売）
- クレヨンしんちゃん（2014年4月18日発売）
- ソードアート・オンライン Vol.2（2014年4月25日発売）
- キルラキル（2014年5月23日発売）
- Angel Beats! Re: Edit（2014年6月27日発売）
- 初音ミク -Project DIVA- F 2nd（2014年7月25日発売）
- ニセコイ（2014年8月22日発売）
- 魔法少女リリカルなのは THE MOVIE 1st ＆ 2nd A’s（2014年10月23日発売）
- 劇場版「THE IDOLM@STER MOVIE 輝きの向こう側へ！」（2014年11月28日発売）
- 「艦隊これくしょん -艦これ-」第二艦隊（2014年12月12日発売）
- ガールフレンド（仮）（2014年12月26日発売）
- ラブライブ！ Vol.2（2015年1月22日発売）
- テラフォーマーズ（2015年2月27日発売）
- ミルキィホームズ セカンドステージ エディション（2015年3月20日発売）
- Fate/stay night [Unlimited Blade Works]（2015年4月23日発売）
- 劇場版 魔法少女まどか☆マギカ[新編]叛逆の物語（2015年5月15日発売）
- ラブライブ！ feat.スクールアイドルフェスティバル Vol.2（2015年6月13日発売）
- ガールフレンド（仮） Vol.2（2015年7月24日発売）
- 進撃の巨人（2015年9月4日発売）
- To LOVEる-とらぶる-ダークネス2nd（2015年9月18日発売）
- アイドルマスター シンデレラガールズ（2015年10月16日発売）
- Charlotte（2015年10月30日発売）
- 戦姫絶唱シンフォギアＧＸ（2015年11月20日発売）
- Fate/stay night [Unlimited Blade Works]Vol.II（2015年12月4日発売）
- 〈物語〉シリーズ セカンドシーズン（2016年1月22日発売）
- ぷよぷよ（2016年2月4日発売）
- スクールガールストライカーズ（2016年2月26日発売）
- To LOVEる-とらぶる-ダークネス2nd Vol.2（2016年3月11日発売）
- アイドルマスター シンデレラガールズ 2nd SEASON（2016年4月22日発売）
- Fate/kaleid liner プリズマ☆イリヤ ツヴァイ ヘルツ！（2016年5月20日発売）
- おそ松さん（2016年6月17日発売）
- 「艦隊これくしょん -艦これ-」到着！欧州からの増派艦隊（2016年7月22日発売）
- ご注文はうさぎですか？？（2016年8月20日発売）
- アクセル・ワールド -インフィニット・バースト-（2016年9月2日発売）
- キズナイーバー（2016年9月30日発売）
- 「D.S. -Dal Segno-」＆「D.C.Ⅲ With You ～ダ・カーポⅢ～ ウィズユー」（2016年10月28日発売）
- ラブライブ！サンシャイン!!（2016年11月25日発売）
- ペルソナ５（2016年12月16日発売）
- Re:ゼロから始める異世界生活（2017年1月20日発売）
- TVアニメ「Rewrite」（2017年1月27日発売）
- ソードアート・オンライン Re: Edit（2017年2月24日発売）
- この素晴らしい世界に祝福を！（2017年4月7日発売）
- チェインクロニクル ～ヘクセイタスの閃～（2017年4月28日発売）
- BanG Dream!（2017年5月26日発売）
- STAR WARS（2017年6月16日発売）
- ViVid Strike!（2017年6月23日発売）
- けものフレンズ（2017年8月25日発売）
- 戦姫絶唱シンフォギアXD UNLIMITED（2017年9月22日発売）
- 進撃の巨人 Vol.2（2017年9月29日発売）
- 劇場版 ソードアート・オンライン -オーディナル・スケール-（2017年10月27日発売）
- バンドリ！ ガールズバンドパーティ！（2017年12月22日発売）
- この素晴らしい世界に祝福を！２（2018年1月12日発売）
- 天元突破グレンラガン（2018年1月26日発売）
- 冴えない彼女の育てかた（2018年2月23日発売）
- ご注文はうさぎですか？？ ～Dear My Sister～（2018年3月23日発売）
- ラブライブ！サンシャイン!! Vol.2（2018年4月27日発売）
- 魔法少女リリカルなのは Reflection（2018年5月11日発売）
- Fate/Apocrypha（2018年5月25日発売）
- マギアレコード 魔法少女まどか☆マギカ外伝（2018年6月29日発売）
- Re:ゼロから始める異世界生活 Vol.2（2018年7月20日発売）
- ノーゲーム・ノーライフ（2018年8月3日発売）
- Summer Pockets（2018年8月24日発売）
- ダーリン・イン・ザ・フランキス（2018年9月21日発売）
- STEINS;GATE（2018年10月26日発売）
- ソードアート・オンライン オルタナティブ ガンゲイル・オンライン（2018年11月23日発売）
- ゆらぎ荘の幽奈さん（2018年12月14日発売）
- 少女☆歌劇 レヴュースタァライト（2018年12月21日発売）
- アイドルマスター ミリオンライブ！（2019年1月25日発売）
- オーバーロード（2019年2月15日発売）
- バンドリ！ ガールズバンドパーティ！Vol.2（2019年3月16日発売）
- 角川スニーカー文庫（2019年4月5日発売）
- （収録作品（ブースターパックのみ） エクスタス・オンライン、回復術士のやり直し、終末なにしてますか? 忙しいですか? 救ってもらっていいですか?、戦闘員、派遣します！、ひげを剃る。そして女子高生を拾う。、フリーライフ、ミリオン・クラウン、ムシウタ、ラストエンブリオ、レンタルマギカ）
- ゴブリンスレイヤー（2019年4月19日発売）
- 青春ブタ野郎はバニーガール先輩の夢を見ない（2019年5月10日発売）
- 劇場版「Fate/stay night [Heaven’s Feel]（2019年5月24日発売）
- 富士見ファンタジア文庫（2019年6月7日発売）
- （収録作品 （ブースターパックのみ）キミと僕の最後の戦場、あるいは世界が始まる聖戦、通常攻撃が全体攻撃で二回攻撃のお母さんは好きですか？、空戦魔導士候補生の教官、対魔導学園35試験小隊、東京レイヴンズ、スレイヤーズ、伝説の勇者の伝説、棺姫のチャイカ）
- ソードアート・オンライン アリシゼーション（2019年6月21日発売）
- 魔法少女リリカルなのは Detonation（2019年7月12日発売）
- 艦隊これくしょん -艦これ- 5th Phase（2019年7月26日発売）
- ラブライブ！ feat.スクールアイドルフェスティバル Vol.3～6th Anniversary～（2019年8月9日発売）
- ラブライブ！サンシャイン!! feat.スクールアイドルフェスティバル～6th Anniversary～（2019年8月9日発売）
- カードキャプターさくら クリアカード編（2019年8月23日発売）
- 戦姫絶唱シンフォギアXD UNLIMITED EXTEND（2019年9月13日発売）
- 戦姫絶唱シンフォギアAXZ（2019年9月13日発売）
- ジョジョの奇妙な冒険 黄金の風（2019年9月27日発売）
- 冴えない彼女の育てかた♭（2019年10月25日発売）
- 少女☆歌劇 レヴュースタァライト -Re LIVE-（2019年11月8日発売）
- Re:ゼロから始める異世界生活 Memory Snow（2019年11月22日発売）
- 転生したらスライムだった件（2019年12月13日発売）
- BanG Dream! Vol.2（2020年1月1日発売）
- ソードアート・オンライン 10th Anniversary（2020年1月24日発売）
- この素晴らしい世界に祝福を！ Re:Edit（2020年2月28日発売）
- グリザイアの果実（2020年3月13日発売）
- 青春ブタ野郎はゆめみる少女の夢を見ない（2020年3月27日発売）
- 映画 この素晴らしい世界に祝福を！紅伝説（2020年4月24日発売）
- 新サクラ大戦（2020年5月15日発売）
- Key 20th Anniversary（2020年5月29日発売）
- ロストディケイド（2020年6月5日発売）
- Fate/Grand Order -絶対魔獣戦線バビロニア-（2020年6月26日発売）
- デート・ア・ライブ（2020年7月10日発売）
- TVアニメ「マギアレコード 魔法少女まどか☆マギカ外伝」（2020年8月14日発売）
- 五等分の花嫁（2020年9月11日発売）
- サーカス 20th Anniversary（2020年10月9日発売）
- Summer Pockets REFLECTION BLUE（2020年10月30日発売）
- 痛いのは嫌なので防御力に極振りしたいと思います。（2020年11月20日発売）
- 劇場版「Fate/stay night [Heaven’s Feel]」Vol.2（2020年12月4日発売）
- かぐや様は告らせたい～天才たちの恋愛頭脳戦～（2020年12月18日発売）
- アニメ プリンセスコネクト！Re:Dive（2021年1月8日発売）
- 彼女、お借りします（2021年1月22日発売）
- ソードアート・オンライン アリシゼーション Vol.2（2021年2月26日発売）
- バンドリ！ ガールズバンドパーティ！（プレミアムブースター）（2021年2月26日発売）
- アイドルマスター シャイニーカラーズ（2021年3月12日発売）
- 転生したらスライムだった件 Vol.2（2021年3月26日発売）
- アサルトリリィ BOUQUET（2021年4月9日発売）
- ラブライブ！虹ヶ咲学園スクールアイドル同好会 feat.スクールアイドルフェスティバル ALL STARS（2021年4月23日発売）
- 神様になった日（2021年5月28日発売）
- 戦姫絶唱シンフォギアＸＶ（2021年6月11日発売）
- ご注文はうさぎですか？ BLOOM（2021年7月16日発売）
- 無職転生 ～異世界行ったら本気だす～（2021年7月30日発売）
- グリザイアの果実 Vol.2（2021年8月20日発売）
- 五等分の花嫁∬（2021年9月10日発売）
- ホロライブプロダクション（2021年10月1日発売）
- ワールドトリガー（2021年10月15日発売）
- 劇場版 Fate/Grand Order -神聖円卓領域キャメロット-（2021年10月29日発売）
- ゾンビランドサガ リベンジ（2021年11月12日発売）
- ダンジョンに出会いを求めるのは間違っているだろうか（2021年11月26日発売）
- ラブライブ！スーパースター!!（2021年12月10日発売）
- Marvel/Card Collection（2021年12月24日発売）
- アサルトリリィ Vol.2（2022年1月14日発売）
- ご注文はうさぎですか？ Re:Edit（2022年1月28日発売）
- プロジェクトセカイ カラフルステージ！ feat. 初音ミク（2022年2月11日発売）
- バンドリ！ ガールズバンドパーティ！ 5th Anniversary（2022年3月11日発売）
- 小林さんちのメイドラゴン（2022年4月8日発売）
- D_CIDE TRAUMEREI（2022年4月29日発売）
- 東京リベンジャーズ（2022年5月13日発売）
- ラブライブ！虹ヶ咲学園スクールアイドル同好会（2022年5月27日発売）
- ホロライブプロダクション（プレミアムブースター）（2022年6月3日発売）
- 冴えない彼女の育てかた Fine（2022年6月10日発売）
- アイドルマスター ミリオンライブ！ Welcome to the New St@ge（2022年6月24日発売）
- かぐや様は告らせたい？～天才たちの恋愛頭脳戦～（2022年7月15日発売）
- デート・ア・ライブ Vol.2（2022年8月5日発売）
- アニメ プリンセスコネクト！Re:Dive Season 2（2022年9月9日発売）
- 映画「五等分の花嫁」（2022年9月16日発売）
- STAR WARS（カムバックブースター）（2022年9月23日発売）
- ラブライブ！スクフェスシリーズ感謝祭 2022（プレミアムブースター）（2022年9月24日発売）
- 劇場版 少女☆歌劇 レヴュースタァライト（2022年10月14日発売）
- PIXAR CHARACTERS（2022年10月21日発売）
- （収録作品 トイ・ストーリー、トイ・ストーリー2、トイ・ストーリー3、トイ・ストーリー4、バグズ・ライフ、モンスターズ・インク、モンスターズ・ユニバーシティ、ファインディング・ニモ、ファインディング・ドリー、Mr.インクレディブル、インクレディブル・ファミリー、カーズ、カーズ2、カーズ／クロスロード、レミーのおいしいレストラン、ウォーリー、カールじいさんの空飛ぶ家、メリダとおそろしの森、インサイド・ヘッド、アーロと少年、リメンバー・ミー、２分の１の魔法、ソウルフル・ワールド、あの夏のルカ、ルクソーJr.）
- オーバーロード Vol.2（2022年11月4日発売）
- ソードアート・オンライン 10th Anniversary（2022年11月18日発売）
- Key all-star（2022年12月9日発売）
- アズールレーン（2022年12月23日発売）
- 転生したらスライムだった件 Vol.3（2023年1月20日発売）
- ヘブンバーンズレッド（2023年2月10日発売）
- STAR WARS（プレミアムブースター）（2023年2月17日発売）
- MARVEL（プレミアムブースター）（2023年2月17日発売）
- ありふれた職業で世界最強（2023年2月24日発売）
- ホロライブプロダクション Vol.2（2023年3月24日発売）
- Disney100（2023年4月7日発売）
- （収録作品 ミッキー＆フレンズ、眠れる森の美女、白雪姫、ピーター・パン、シンデレラ、くまのプーさん、リトル・マーメイド、リロ＆スティッチ、美女と野獣、アナと雪の女王、アラジン、ズートピア、ライオン・キング、ふしぎの国のアリス、塔の上のラプンツェル、ベイマックス、オズワルド・ザ・ラッキー・ラビット、パイレーツ・オブ・カリビアン、ピノキオ、ダンボ、バンビ、わんわん物語、101匹わんちゃん、おしゃれキャット、メリー・ポピンズ リターンズ、ポカホンタス、ムーラン、プリンセスと魔法のキス、メリダとおそろしの森、シュガー・ラッシュ、モアナと伝説の海、ラーヤと龍の王国、ミラベルと魔法だらけの家、トイ・ストーリー、モンスターズ・インク、私ときどきレッサーパンダ、ファインディング・ニモ、マンダロリアン、STAR WARS、スパイダーマン、アイアンマン、キャプテン・マーベル）
- ラブライブ! スクフェスシリーズ 10th Anniversary（プレミアムブースター）（2023年4月15日発売）
- D4DJ Groovy Mix（2023年4月21日発売）
- パズル&ドラゴンズ（2023年5月19日発売）
- リコリス・リコイル（2023年6月2日発売）
- チェンソーマン（2023年6月16日発売）
- ウマ娘 プリティーダービー（2023年6月30日発売）
- SPY×FAMILY（2023年7月21日発売）
- ジョジョの奇妙な冒険 スターダストクルセイダース（プレミアムブースター）（2023年8月11日発売）
- ジョジョの奇妙な冒険 ストーンオーシャン（プレミアムブースター）（2023年8月11日発売）
- D.C.～ダ・カーポ～ 20th Anniversary（プレミアムブースター）（2023年8月24日発売）
- 電撃文庫（2023年9月1日発売）
- （収録作品（ブースターパックのみ）バッカーノ！、デュラララ!!、さくら荘のペットな彼女、新説 狼と香辛料 狼と羊皮紙、嘘つきみーくんと壊れたまーちゃん、安達としまむら、C³ -シーキューブ-、なれる!SE、ガーリー・エアフォース、乃木坂春香の秘密、男女の友情は成立する？（いや、しないっ!!）、幼なじみが絶対に負けないラブコメ、ブラック・ブレット、俺を好きなのはお前だけかよ、春夏秋冬代行者、新フォーチュン・クエスト、護くんに女神の祝福を！、三角の距離は限りないゼロ、錆喰いビスコ、姫騎士様のヒモ、住めば都のコスモス荘、神様のメモ帳、ギルドの受付嬢ですが、残業は嫌なのでボスをソロ討伐しようと思います、声優ラジオのウラオモテ、ユア・フォルマ、竜殺しのブリュンヒルド、イリヤの空、UFOの夏、撲殺天使ドクロちゃん、キーリ）
- バンドリ！ ガールズバンドパーティ！（プレミアムブースター）（2023年9月15日発売）
- THE KING OF FIGHTERS（プレミアムブースター）（2023年9月22日発売）
- ぼっち・ざ・ろっく！（2023年9月29日発売）
- アリス・ギア・アイギス Expansion（2023年10月13日発売）
- 灼眼のシャナ（プレミアムブースター）（2023年10月20日発売）
- ラブライブ！スクールアイドルフェスティバル2 MIRACLE LIVE!（2023年10月27日発売）
- 幻日のヨハネ -SUNSHINE in the MIRROR-（2023年11月10日発売）
- あやかしトライアングル（2023年11月23日発売）
- 【推しの子】（2023年12月8日発売）
- プロジェクトセカイ カラフルステージ！ feat. 初音ミク Vol.2（2023年12月22日発売）
- マクロスΔ（プレミアムブースター）（2024年1月25日発売）
- ブルーアーカイブ（2024年2月9日発売）
- カードキャプターさくら 25th Anniversary（2024年2月23日発売）
- 五等分の花嫁∽（プレミアムブースター）（2024年3月8日発売）
- 青春ブタ野郎シリーズ（2024年3月15日発売）
- ホロライブプロダクション Summer Collection（2024年3月22日発売）
- 葬送のフリーレン（2024年4月12日発売）
- アイドルマスター シャイニーカラーズ Shine More!（2024年4月26日発売）
- ペルソナ3 リロード（プレミアムブースター）（2024年5月17日発売）
- Disney ミラー・ウォリアーズ（2024年5月24日発売）
- グリザイア：ファントムトリガー（2024年6月7日発売）
- アイドルマスター シンデレラガールズ Next Twinkle!（2024年6月28日発売）
- るろうに剣心 －明治剣客浪漫譚－（2024年7月12日発売）
- 映画クレヨンしんちゃん（2024年7月26日発売）
- ヘブンバーンズレッド Vol.2（2024年8月9日発売）
- STAR WARS vol.2（プレミアムブースター）（2024年8月23日発売）
- MARVEL vol.2（2024年8月30日発売）
- キャプテン翼（2024年9月13日発売）
- 劇場版「ウマ娘 プリティーダービー 新時代の扉」（2024年9月27日発売）
- 「アニメ ご注文はうさぎですか？ 10th Anniversary」（プレミアムブースター）（2024年10月11日発売）
- 富士見ファンタジア文庫 Vol.2（2024年10月25日発売）
- （収録作品(ブースターパックのみ)：【朗報】俺の許嫁になった地味子、家では可愛いしかない。、じつは義妹でした。〜最近できた義理の弟の距離感がやたら近いわけ〜、グランクレスト戦記、ゲーマーズ！、デート・ア・ライブ フラグメント デート・ア・バレット、伝説の勇者の伝説、公女殿下の家庭教師、史上最強の大魔王、村人Ａに転生する、堕天の狗神 -SLASHDOG- ハイスクールD×D Universe、対魔導学園35試験小隊、新米錬金術師の店舗経営、東京レイヴンズ、甘城ブリリアントパーク、異世界でチート能力を手にした俺は、現実世界をも無双する、神さまのいない日曜日、経験済みなキミと、 経験ゼロなオレが、 お付き合いする話。、織田信奈の野望 全国版、通常攻撃が全体攻撃で二回攻撃のお母さんは好きですか？、鋼殻のレギオス、魔王2099、Only Sense Online -オンリーセンス・オンライン-）
- ゆるキャン△ SEASON３（2024年11月8日発売）
- リコリス・リコイル（プレミアムブースター）（2024年11月15日発売）
- Re:ゼロから始める異世界生活 Vol.3（2024年11月22日発売）
- 勝利の女神：NIKKE（2024年12月13日発売）
- ガールズバンドクライ（プレミアムブースター）（2024年12月27日発売）
- アズールレーン Vol.2（2025年1月17日発売）
- ラブライブ！蓮ノ空女学院スクールアイドルクラブ feat. Link！Like！ラブライブ！（2025年1月31日発売）
- FAIRY TAIL 100年クエスト（2025年2月7日発売）
- 【推しの子】Vol.2（2025年2月14日発売）
- MyGO!!!!! × Ave Mujica（2025年2月28日発売）
- 角川スニーカー文庫 Vol.2（2025年3月14日発売）
- （収録作品(ブースターパックのみ)：スーパーカブ、ノーブルウィッチーズ、ひげを剃る。そして女子高生を拾う、ムシウタ、レンタルマギカ、ロードス島戦記、俺の脳内選択肢が、学園ラブコメを全力で邪魔している、我が焔炎にひれ伏せ世界、自動販売機に生まれ変わった俺は迷宮を彷徨う、終末なにしてますか？ 忙しいですか？ 救ってもらっていいですか？、新妹魔王の契約者、世界最高の暗殺者、異世界貴族に転生する、誰が勇者を殺したか、転校先の清楚可憐な美少女が、昔男子と思って一緒に遊んだ幼馴染だった件、魔装学園H×H、薔薇のマリア）
- ダンダダン（2025年3月28日発売）
- 甘神さんちの縁結び（2025年4月18日発売）
- 学園アイドルマスター（2025年5月23日発売）
- あおぎり高校（2025年6月13日発売）
- 魔法少女リリカルなのは 20th Anniversary（プレミアムブースター）（2025年6月20日発売）
- 負けヒロインが多すぎる!（2025年6月27日発売）
- Summer Pockets REFLECTION BLUE Re:Edit（2025年7月18日発売）
- アイドルマスター 765PRO ALLSTARS（プレミアムブースター）（2025年7月26日発売）
- Toy Story 30YEARS&BEYOND（2025年8月1日発売）
- 怪獣8号（2025年8月8日発売）
- MARVEL Vol.3（2025年8月29日発売）
- BanG Dream! 10th Anniversary！（プレミアムブースター）（2025年9月12日発売）
- MARVEL Vol.3 [MARVEL STUDIOS]（2025年9月19日発売）
- アイドルマスター シャイニーカラーズ（プレミアムブースター）（2025年9月26日発売）
- デート・ア・ライブ Vol.3（2025年10月3日発売）
- ブルーアーカイブ The Animation（2025年10月24日発売）
- 彼女、お借りします Vol.2（2025年10月31日発売）
- Key 25th anniversary（プレミアムブースター）（2025年11月7日発売）
- きんいろモザイク 15th Anniversary（2025年11月14日発売）
- 原作 オーバーロード（プレミアムブースター）（2025年11月28日発売）
- プロジェクトセカイ カラフルステージ！ feat. 初音ミク Vol.3（2025年発売）
- テイルズオブシリーズ（2026年1月16日発売）
- アイドルマスター シンデレラガールズ（プレミアムブースター）（2026年1月30日発売）
- アイドルマスター ミリオンライブ!（プレミアムブースター）（2026年発売）
- Re:ゼロから始める異世界生活 Vol.4（2026年発売）

　ブースターパック（ヴァイスシュヴァルツブラウ）
Eve ～ZINGAI/Card Collection～（2022年12月23日発売）
ちいかわ（2023年1月27日発売）
A3! （2023年2月24日発売）
アイドルマスター SideM（2023年3月15日発売）
すとぷり（2023年3月24日発売）
名探偵コナン（2023年4月14日発売）
劇場版 うたの☆プリンスさまっ♪ マジLOVEキングダム（2023年5月26日発売）
Disney CHARACTERS（2023年6月9日発売）（収録作品：ミッキー&フレンズ、白雪姫、ピノキオ、ダンボ、バンビ、シンデレラ、ふしぎの国のアリス、ピーター・パン、眠れる森の美女、くまのプーさん、おしゃれキャット、リトル・マーメイド、美女と野獣、アラジン、ナイトメアー・ビフォア・クリスマス、ライオン・キング、ポカホンタス、ムーラン、リロ&スティッチ、プリンセスと魔法のキス、塔の上のラプンツェル、シュガー・ラッシュ、アナと雪の女王、ベイマックス、ズートピア、モアナと伝説の海）
from Argonavis（2023年7月14日発売）
ヒプノシスマイク -Division Rap Battle-（2023年10月6日発売）
ブルーロック（2023年11月3日発売）
東京リベンジャーズ 聖夜決戦編（2023年12月15日発売）
ホロスターズ（2024年2月16日発売）
ディズニー ツイステッドワンダーランド（2024年3月22日発売）
名探偵コナン Vol.2（2024年4月12日発売）
新テニスの王子様（2024年5月10日発売）
カラフルピーチ（2024年6月28日発売）
すとぷり Vol.2（2024年7月5日発売）
サンリオキャラクターズ（2024年9月20日発売）
HoneyWorks ～告白実行委員会～（2024年10月18日発売）
ディズニー ツムツム（2024年11月15日発売）
家庭教師ヒットマンREBORN!（2025年1月31日発売）
文豪ストレイドッグス（2025年2月21日発売）
ブルーロック Vol.2（2025年3月28日発売）
ちいかわ Vol.2（2025年4月11日発売）
薬屋のひとりごと（2025年6月20日発売）
アイドルマスター SideM BLAU NEW P@SSION!!!（2025年6月20日発売）
青の祓魔師シリーズ（島根啓明結社篇/雪ノ果篇/終夜篇）（2025年8月29日発売）
黒執事（2025年9月26日発売）
夏目友人帳（2025年10月24日発売）
劇場版 忍たま乱太郎 ドクタケ忍者隊最強の軍師（2025年11月21日発売）
テイルズ オブシリーズ（2025年12月19日発売）
　ブースターパック（ヴァイスシュヴァルツロゼ）
ゆずソフト（2025年4月25日発売）
魔法少女にあこがれて（2025年4月25日発売）
HARUKAZE（2025年6月27日発売）
異種族レビュアーズ（2025年8月29日発売）
Spirit（2025年10月31日発売）
杭（2025年12月26日発売）
Lose／Whisp（2026年1月30日発売）
AQUAPLUS（2026年2月27日発売）

### エクストラパック
コミックマーケットなどイベントで先行発売され、後に一般販売されたパックとなる。初版のみの販売となっており、基本的に再発売は行われない（「魔法少女リリカルなのは The MOVIE 1st」のみ、例外として一度だけ再発売が行われる）。
- D.C. 〜ダ・カーポ〜 / D.C.II 〜ダ・カーポII〜（2008年8月28日一般発売）
- リトルバスターズ！エクスタシー（2008年8月28日一般発売）
以上2エクストラパックは、コミックマーケット74（2008年8月15日 - 17日）にて先行発売。
- ペルソナ4（2009年1月10日一般発売）
- D.C.II P.S. 〜ダ・カーポII〜 プラスシチュエーション（2009年1月10日一般発売）
- CLANNAD vol.01（2009年1月10日一般発売）
以上3エクストラパックは、コミックマーケット75（2008年12月29日 - 31日）にて先行発売。
- CLANNAD vol.02（2009年3月28日一般発売）
- 宇宙をかける少女/舞-HiME & 舞-乙HiME Vol.01（2009年4月4日一般発売）
以上2エクストラパックは、東京国際アニメフェア2009（2009年3月18日 - 21日）にて先行発売。
- 宇宙をかける少女/舞-HiME & 舞-乙HiME Vol.02（2009年8月27日一般発売）
- CANAAN（2009年8月27日一般発売）
以上2エクストラパックは、コミックマーケット76（2008年8月14日 - 16日）先行発売。
- THE IDOLM@STER Dearly Stars（2010年1月9日一般発売）
- 魔法少女リリカルなのは The MOVIE 1st（2010年1月23日一般発売）
以上2エクストラパックは、コミックマーケット77（2008年12月29日 - 31日）にて先行発売。

### エクストラブースター
エクストラパックと違い、再発売のあるパックとなる。新規カードの他に、過去に発売されたエクストラパックなどのカードを再録している作品もある。
- Fate/hollow ataraxia（2009年11月21日発売）
- CLANNAD vol.03（2010年5月29日発売）
新規カード以外、エクストラパック「CLANNAD vol.01」「CLANNAD vol.02」の全カードを再録（別途封入）している。
- D.C. 〜ダ・カーポ〜 / D.C.II P.C. 〜ダ・カーポII〜 プラスコミュニケーション（2010年8月27日一般発売）
コミックマーケット78（2008年8月13日 - 15日）にて先行発売。
新規カード以外、「D.C. 〜ダ・カーポ〜 / D.C.II 〜ダ・カーポII〜」「D.C.II P.C. 〜ダ・カーポII〜 プラスコミュニケーション」の2エクストラパック全カードを再録している。
- 戦国BASARA弐（2010年9月18日発売）
- ブラック★ロックシューター（2011年1月22日発売）
- 涼宮ハルヒの憂鬱（2011年1月29日一般発売）
コミックマーケット79（2008年12月29日 - 31日）にて先行発売。
- 刀語（2011年4月2日発売）
- 魔界戦記ディスガイア4（2011年5月28日発売）
- Angel Beats!（2011年8月20日一般発売）
- ミルキィホームズ 怪盗帝国の逆襲（2011年8月20日一般発売）
「Angel Beats!」「ミルキィホームズ 怪盗帝国の逆襲」は、コミックマーケット80（2008年12月29日 - 31日）にて先行発売。
- ミルキィホームズ Genius4の反撃（2011年12月14日発売）
- FAIRY TAIL（2011年12月3日発売）
- 日常（2011年1月14日一般発売）
- DOG DAYS（2012年1月21日一般発売）
「日常」「DOG DAYS」は、コミックマーケット81（2011年12月29日 - 31日）にて先行発売。
- Fate/Zero（2012年2月25日発売）
- Persona4 the ANIMATION（2011年3月31日発売）
新規カード以外、エクストラパック「ペルソナ4」の全カード、トライアルデッキ「ペルソナ4」の専用カードを再録（別途封入）している。
- ゼロの使い魔F（2011年5月12日発売）
- Angel Beats! vol.2（2012年9月8日一般発売）
- 灼眼のシャナIII -FINAL-（2012年9月8日一般発売予定）
「Angel Beats! vol.2」「灼眼のシャナIII -FINAL-」はブシロードサマーカードファイト2012（2012年8月18・19日）にて先行販売。
- リアセカイ（2024年1月19日発売）
- ソードアート・オンライン オルタナティブ ガンゲイル・オンラインⅡ（2025年3月7日発売）
- 劇場版 オーバーロード 聖王国編（2025年5月30日発売）
- VIRTUAL GIRL @ WORLD’S END（2025年12月12日発売）

## 主要参加作品
この一覧では公式サイトなどで参加作品とされる作品を記述するが、その参加作品のアニメ版かゲーム版など関連作品から設定を流用することがある。
下記のリストには記載されていないが、プロモーションカードなど通常のカードセット以外でのみ参加の作品と英語版ヴァイスシュヴァルツ限定作品が一部存在する。その他、ブシロードのマスコットキャラ「しよ子」が「カードゲームしよ子」名義で独立した参加作品として扱われている。
各作品の所属タイトル・サイドなどの詳細は公式サイトを参照。
★印は日本語と英語版ヴァイスシュヴァルツとも登場する作品。
| - D.C. 〜ダ・カーポ〜 - D.C.II 〜ダ・カーポII〜 - D.C.III 〜ダ・カーポIII〜 - D.S. -Dal Segno- - リトルバスターズ! - クドわふたー - リトルバスターズ! カードミッション - ペルソナ3 - ペルソナ3 リロード - ★ペルソナ4 - ★ペルソナ5 - ペルソナ 〜トリニティ・ソウル〜 - ★ペルソナ4 ジ・アルティメット イン マヨナカアリーナ - ペルソナQ シャドウ オブ ザ ラビリンス - デビルサバイバー2 - ゼロの使い魔 - ★魔界戦記ディスガイア - ★魔界戦記ディスガイア2 - ★魔界戦記ディスガイア3 - ★魔界戦記ディスガイア4 - ★ディスガイアD2 - 魔法少女リリカルなのはA's - 魔法少女リリカルなのはStrikerS - 魔法少女リリカルなのは The MOVIE 1st - 魔法少女リリカルなのは The MOVIE 2nd A's - 魔法少女リリカルなのは Reflection - 魔法少女リリカルなのは Detonation - ViVid Strike! - ★Fate/stay night - Fate/hollow ataraxia - ★Fate/Zero - ★Fate/kaleid liner プリズマ☆イリヤ - ★Fate/Apocrypha - Fate/Grand Order -絶対魔獣戦線バビロニア- - シャイニング・フォース イクサ - シャイニング・レゾナンス - らき☆すた - 宇宙をかける少女 - 舞-HiME - 舞-乙HiME - 「ザ・キング・オブ・ファイターズ 」シリーズ - THE IDOLM@STER - THE IDOLM@STER Dearly Stars - THE IDOLM@STER 2 - THE IDOLM@STER MOVIE 輝きの向こう側へ! - ★アイドルマスター シンデレラガールズ - アイドルマスター ミリオンライブ! - アイドルマスター シャイニーカラーズ - 学園アイドルマスター - CANAAN - Phantom 〜Requiem for the Phantom〜 - 「角川スニーカー文庫」シリーズ - ★FAIRY TAIL - FAIRY TAIL 100年クエスト - ★Angel Beats! - とある魔術の禁書目録 - とある科学の超電磁砲 - MELTY BLOOD - ★「探偵オペラ ミルキィホームズ」シリーズ - ヱヴァンゲリヲン新劇場版 - ブラック★ロックシューター - 刀語 - 灼眼のシャナ - 劇場版 マクロスF - ★〈物語〉シリーズ - Rewrite - ギルティクラウン - 戦姫絶唱シンフォギア - 戦姫絶唱シンフォギアXD UNLIMITED - ROBOTICS;NOTES - DOG DAYS - ★魔法少女まどか☆マギカ - ★劇場版 魔法少女まどか☆マギカ [新編] 叛逆の物語 - マギアレコード 魔法少女まどか☆マギカ外伝 - 無職転生 ～異世界行ったら本気だす～ - ワールドトリガー - 東京リベンジャーズ - PIXAR - 五等分の花嫁 - ホロライブプロダクション - チェンソーマン - アズールレーン - ありふれた職業で世界最強 - Disney - アリス・ギア・アイギス Expansion - SPY×FAMILY - 【推しの子】 - ぼっち・ざ・ろっく！ - 葬送のフリーレン - るろうに剣心 －明治剣客浪漫譚－ - ブルーアーカイブ - ゆるキャン△ | - ★アクセル・ワールド - ★アクセル・ワールド -インフィニット・バースト- - ★ソードアート・オンライン - ★劇場版 ソードアート・オンライン -オーディナル・スケール- - ソードアート・オンライン オルタナティブ ガンゲイル・オンライン - ★「初音ミク -Project DIVA-」シリーズ - ビビッドレッド・オペレーション - ★ラブライブ! - ★ラブライブ! The School Idol Movie - ★ラブライブ!サンシャイン!! - 幻日のヨハネ -SUNSHINE in the MIRROR- - ★ラブライブ! スクールアイドルフェスティバル - ラブライブ！虹ヶ咲学園スクールアイドル同好会 - ラブライブ！スーパースター!! - ラブライブ！蓮ノ空女学院スクールアイドルクラブ - PSYCHO-PASS サイコパス - 翠星のガルガンティア - 幻影ヲ駆ケル太陽 - うーさーのその日暮らし - ★ログ・ホライズン - ★キルラキル - ★艦隊これくしょん -艦これ- - ★ニセコイ - クレヨンしんちゃん - 「映画クレヨンしんちゃん」シリーズ - 超爆裂異次元メンコバトル ギガントシューター つかさ - ガールフレンド（仮） - テラフォーマーズ - ★To LOVEる-とらぶる- ダークネス2nd - ★進撃の巨人 - Charlotte - スクールガールストライカーズ - ぷよぷよシリーズ - おそ松さん - ご注文はうさぎですか? - ご注文はうさぎですか?? 〜Dear My Sister〜 - キズナイーバー - ★BanG Dream! - ★バンドリ! ガールズバンドパーティ! - ★Re:ゼロから始める異世界生活 - スター・ウォーズ・オリジナル・トリロジー - スター・ウォーズ/フォースの覚醒 - チェインクロニクル - けものフレンズ - ひなろじ～from Luck & Logic～ - ★天元突破グレンラガン - ★「富士見ファンタジア文庫」シリーズ - ダーリン・イン・ザ・フランキス - 少女☆歌劇 レヴュースタァライト - 少女☆歌劇 レヴュースタァライト -Re LIVE- - アニメーション映画「GODZILLA」 - ★ノーゲーム・ノーライフ - Summer Pockets - STEINS;GATE - ゆらぎ荘の幽奈さん - オーバーロード - 劇場版 オーバーロード 聖王国編 - ★ゴブリンスレイヤー - ★カードキャプターさくら - ★青春ブタ野郎はバニーガール先輩の夢を見ない - ジョジョの奇妙な冒険 スターダストクルセイダース - ★ジョジョの奇妙な冒険 黄金の風 - ジョジョの奇妙な冒険 ストーンオーシャン - 転生したらスライムだった件 - グリザイアの果実 - グリザイア：ファントムトリガー - 新サクラ大戦 - ロストディケイド - アサルトリリィ - ニンジャバットマン - プリンセスコネクト！Re:Dive - 神様になった日 - 彼女、お借りします - 小林さんちのメイドラゴン - ゾンビランドサガ リベンジ - かぐや様は告らせたい～天才たちの恋愛頭脳戦～ - ダンジョンに出会いを求めるのは間違っているだろうか - D_CIDE TRAUMEREI - D4DJ - 痛いのは嫌なので防御力に極振りしたいと思います。 - 冴えない彼女の育てかた - デート・ア・ライブ - MARVEL - ヘブンバーンズレッド - あやかしトライアングル - リコリス・リコイル - パズル&ドラゴンズ - ウマ娘 プリティーダービー - 電撃文庫 - ラブライブ！スクールアイドルフェスティバル2 MIRACLE LIVE! - マクロスΔ - リアセカイ - キャプテン翼 - Disney ミラー・ウォリアーズ |
| 勝利の女神：NIKKE 甘神さんちの縁結び あおぎり高校 負けヒロインが多すぎる！ テイルズ オブシリーズ（ファンタジア、エターニア、シンフォニア、リバース、レジェンディア、アビス、テンペスト、ラタトスクの騎士、ヴェスペリア、グレイセス エフ） | ダンダダン ガールズバンドクライ 怪獣8号 きんいろモザイク VIRTUAL GIRL @ WORLD'S END |

ヴァイスシュヴァルツブラウ
- 劇場版 うたの☆プリンスさまっ♪ マジLOVEスターリッシュツアーズ
- A3!
- ZINGAI
- すとぷり
- ちいかわ
- アイドルマスター SideM
- From ARGONAVIS
- Disney
- 名探偵コナン
- 劇場版 うたの☆プリンスさまっ♪ マジLOVEキングダム
- ブルーロック
- ヒプノシスマイク -Division Rap Battle-
- ホロスターズ
- ディズニー ツイステッドワンダーランド
- 東京リベンジャーズ 聖夜決戦編
- 新テニスの王子様
- 文豪ストレイドッグス
- カラフルピーチ
- Disney TsumTsum
- HoneyWorks
- サンリオキャラクターズ
- 家庭教師ヒットマンREBORN!
- 夏目友人帳
- 劇場版 忍たま乱太郎 ドクタケ忍者隊最強の軍師
- 薬屋のひとりごと
- 黒執事 -寄宿学校編-
- 青の祓魔師（島根啓明結社篇/雪ノ果篇/終夜篇）
- テイルズ オブシリーズ（デスティニー、デスティニー2、イノセンス、ハーツ、エクシリア、エクシリア2、ゼスティリア、ベルセリア、アライズ）
- 炎炎ノ消防隊

ヴァイスシュヴァルツロゼ
ゆずソフト
HARUKAZE
異種族レビュアーズ
魔法少女にあこがれて
sprite（蒼の彼方のフォーリズム、蒼の彼方のフォーリズム EXTRA1、蒼の彼方のフォーリズム EXTRA2）
枕（サクラノ詩）
Lose／Whisp
AQUAPLUS

## コンピュータゲーム
PlayStation Portable用ゲームソフトの『ヴァイスシュヴァルツ ポータブル』が2011年11月23日に発売された。発売元はバンダイナムコゲームス。

## アニメ
ヴァイス・サヴァイヴは、ブシロード・藤真拓哉による漫画、およびそれを原作とするアニメ作品。
アニメは『ヴァイス・サヴァイヴ』と第2シリーズ『ヴァイス・サヴァイヴR』が、TBSのバラエティ番組『カード学園』（毎週金曜日25:25–25:55）内の「ぷちアニメ」コーナーで2009年から2010年にかけ放送された。

## エピソード
ブシロードがコラボレーションを行ったアキバプロレス、およびブシロードが主催のブシロードレスリングにおいて、オリジナルの覆面レスラー、「ヴァイス」「シュヴァルツ」が登場している。それぞれ白と黒を基調としたコスチュームである。ブシロードレスリングには特別に「“帝王”シュヴァルツ」というレスラーが登場。「“帝王”シュヴァルツ」の正体は高山善廣であり、試合中に自らマスクを脱いで戦った。

## Webラジオ
ヴァイスシュヴァルツ ひみつのタミテラッシュ村
2010年9月14日から2013年8月26日までHiBiKi Radio Stationで毎週月曜日に配信されていたラジオ番組。パーソナリティは、森嶋秀太、愛美
Weiß Schwarzラジオ
2013年10月7日から2014年6月30日までHiBiKi Radio Stationで隔週月曜日に配信されていたラジオ番組。パーソナリティは、森嶋秀太、愛美